# Elodie Bouny
Elodie Bouny (Caracas, 1982) é uma violonista, compositora, produtora, orquestradora e professora de música francesa.
De mãe boliviana e pai francês, cresceu em Paris, onde estudou violão erudito no Conservatório de Boulogne-Billancourt, obtendo seu diploma em 2000, com a menção mais alta por unanimidade. Em seguida, aperfeiçoou-se com Pablo Márquez no Conservatório de Estrasburgo, onde pôde ampliar seus conhecimentos sobre música antiga e improvisação, recebendo seu Diploma de Estudos Musicais ( D.E.M.) em 2005. 
É Mestre em Educação Musical pela Escola de Música da Universidade Federal do Rio de Janeiro (2012) e Doutora em Processos Criativos pela mesma instituição (2019). Em 2014, sua dissertação de mestrado foi publicada pelas Novas Edições Acadêmicas com o título Violonista de formação erudita e violonista de formação popular: Investigando as diferenças na formação musical.  Também atuou como docente, na Universidade Federal de Juiz de Fora (UFJF).
Entre 2008 e 2020, viveu no Rio de Janeiro, onde desenvolveu a sua carreira profissional, sendo portanto considerada como uma artista franco-brasileira. 
Como solista em recitais solo e de música de câmara, Elodie tem-se apresentado em festivais e séries no Brasil e no exterior:  Guitarras del Mundo (Argentina, 2004, 2005 e 2010); Festival 6 cordes pour une guitare, na ilha da Reunião ; Festival Internacional de Música de Besançon; Jazzdor, em Estrasburgo ; Festival Jeune Creation, de Besançon; Festival Internacional de Violão (FIV) de Belo Horizonte ; Festival Entrecuerdas (Chile); Festival Villa-Lobos, entre outros, e foi laureada em vários concursos internacionais: 3º prêmio do concurso Admira Young Guitarist of the Year (Reino Unido), 2001; 1º prêmio do concurso UFAM, 2003; 2º prêmio do Twents Gitaarfestival Solo Competitie, Enschede, 2006; 2º prêmio do concurso AV-Rio (Rio de Janeiro), em 2009; 1º prêmio do concurso BRAVIO (Brasília), em 2009 e 3º prêmio do concurso do Conservatório Villa-Lobos (Osasco), em 2009.
Também tem ministrado cursos e master classes, além de participar de bancas de concursos de violão, tais como o Concurso Violão Sem Fronteiras, do Festival Assad; o Concurso BDMG Instrumental; o Concurso de Canto da Alliance Française, Certamen Miguel Llobet (Espanha). Também é idealizadora, diretora e produtora do Concurso Novas  de composição para violão solo, sendo também membro do júri do concurso,  juntamente com Fábio Zanon, Marco Pereira, Paulo Aragão e Sérgio Assad.
Em paralelo às atividades em violão solo, Elodie integra o Iroko Trio e o Duo Andrea Ernest Dias & Elodie Bouny. Também dirigiu a gravação de diversos CDs,  dentre os quais Mafuá e Toccata à Amizade, ambos de Yamandu Costa, Calendário do (A)feto, de Carlos Walter, Suítes do Brasil, da Camerata de Violões.
Seu primeiro CD, Terra Adentro, dedicado ao  repertório latino-americano, foi lançado em 2011, pela gravadora carioca A Casa Produções e tem produção artística de Yamandu Costa. Em 2023, lançou seu segundo CD autoral, Luares. Entre o primeiro e o segundo disco, além de muitos concertos e composições, participou de outros discos, como Novas 2 (com Pedro Iaco, 2014), Rama Trio (EP, 2020, onde Elodie se juntou a Gaia Wilmer, sax alto; e Mayo Pamplona, contrabaixo) e Caravana do Amanhã (com Iara Ferreira, 2023). 
Mais recentemente, a Orquestra Sinfônica Municipal de São Paulo encomendou-lhe uma peça para soprano e orquestra, Meia Lágrima, que foi estreada em maio de 2019 pela cantora Marly Montano sob a regência de Roberto Minczuk.  
Também sob encomenda do Theatro Municipal de São Paulo, compôs, a partir do texto de Plínio Marcos, adaptado por Hugo Possolo, a ópera Homens de Papel, que estreou na temporada lírica de 2024.
Ainda em 2024, lançou o CD  Helping hands, com Yamandu Costa. O disco une as escolas clássica e popular de violão, em adaptações de peças eruditas e composições latino-americanas. Elodie e Yamandu foram casados entre 2007 e 2023 mas nunca haviam feito um disco juntos. Atualmente, embora separados, eles e seus dois filhos ainda moram na mesma rua, em Lisboa.